# Guldängsblomfluga
Guldängsblomfluga (Melanogaster aerosa) är en tvåvingeart som först beskrevs av Friedrich Hermann Loew 1843.  Guldängsblomfluga ingår i släktet ängsblomflugor, och familjen blomflugor. Arten är reproducerande i Sverige.